# Liste der Bodendenkmäler in Rödelmaier
Auf dieser Seite sind die Bodendenkmäler in der unterfränkischen Gemeinde Rödelmaier zusammengestellt. Diese Tabelle ist eine Teilliste der Liste der Bodendenkmäler in Bayern. Grundlage ist die Bayerische Denkmalliste, die auf Basis des Bayerischen Denkmalschutzgesetzes vom 1. Oktober 1973 erstmals erstellt wurde und seither durch das Bayerische Landesamt für Denkmalpflege geführt wird. Die folgenden Angaben ersetzen nicht die rechtsverbindliche Auskunft der Denkmalschutzbehörde.

## Bodendenkmäler der Gemeinde Rödelmaier

### Bodendenkmäler in der Gemarkung Rödelmaier
| Lage                  | Objekt | Akten-Nr.     | Bild |
| --------------------- | --- | ------------- | ---- |
| Rödelmaier (Standort) | Siedlung und rundes Grabenwerk vorgeschichtlicher Zeitstellung. | D-6-5627-0073 |      |
| Rödelmaier (Standort) | Bestattungsplatz mit verebneten Grabhügeln vorgeschichtlicher Zeitstellung. | D-6-5627-0074 |      |
| Rödelmaier (Standort) | Siedlung der Hallstattzeit. | D-6-5627-0090 |      |
| Rödelmaier (Standort) | Archäologische Befunde des Mittelalters und der frühen Neuzeit im Bereich des ehemaligen Schlosses und ehemaligen Schlossökonomie sowie im Bereich der katholischen Pfarrkirche St. Ägidius von Rödelmaier. | D-6-5627-0151 |      |